# Toskánské markrabství
Toskánská marka (latinsky Marchiae Tusciae, italsky Marca di Tuscia) neboli Toskánské markrabství či markýzát byla středověká hraniční marka Svaté říše římské v Italském království v severozápadní Itálii v Toskánsku. Hlavním městem markrabství byla zprvu Lucca, později Florencie. Sousedila s Papežským státem na jihu a s Lombardií na severu.

## Historie

Markrabství (oranžová), začátek 11. století

Toskánská marka vznikla během karolinské epochy v první polovině 9. století jako nástupce langobardského vévodství Tuscia (zaniklého roku 797). Markrabství sestávalo z celé řady malých hrabství, převážně v údolí řeky Arno, původně soustředěné kolem města Lucca. 
Na jejím území časem vznikaly různé republiky a městské státy. Markrabství kompletně zaniklo dvakrát, vždy vzpourou florentského měšťanstva, po níž následovalo ustanovení Florentské republiky. Poprvé v roce 1115, ale roku 1185 byla marka obnovena s pomocí císařských vojsk a Florentská republika zanikla, podruhé zanikla marka v roce 1197 a nahrazena republikou byla již definitivně.